# Snowball I
Katten Snowball I er en karakter fra TV-serien The Simpsons.
Snowball døde i et afsnit da Gil Gunderson kom til at køre den over, Lisa synger en sang i et afsnit om at hendes mor Marge havde sagt at den bare sov. Snowball I er bare en begrundelse for at deres nuværende kat hedder Snowball II.